# Tierceville
Tierceville – miejscowość i dawna gmina we Francji, w regionie Normandia, w departamencie Calvados. W 2013 roku liczba ludności wynosiła 169 mieszkańców. 
W dniu 1 stycznia 2017 roku z połączenia trzech ówczesnych gmin – Amblie, Lantheuil oraz Tierceville – utworzono nową gminę Ponts-sur-Seulles. Siedzibą gminy została miejscowość Lantheuil. 